# Пласаж

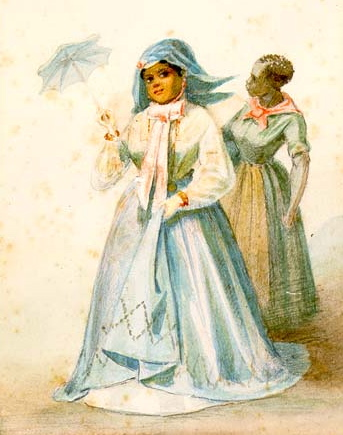
Креолка с прислугой. Эдуар Маки. Новый Орлеан. 1867

Пласаж (фр. plaçage — размещение) — общепризнанная негласная система культурных взглядов и норм, которой подчинялись отношения между мужчинами и женщинами в патриархальных колониальных сообществах Новой Франции.

## Предпосылки к формированию пласажа
В отличие от североамериканских колоний Великобритании, куда иммигрировали в основном целые семьи, и где межрасовые контакты всячески осуждались, в страны Латинской Америки, так же, как и в колониальные французские владения, переселялись в основном лишь молодые мужчины, что было связано с долгим запретом на присутствие женщин на корабле, считавшееся дурным знаком. Из-за этого возникла половая диспропорция среди населения колоний, а белые мужчины, формировавшие элиту неороманских сообществ, всё больше контактировали с женщинами индейского, африканского и смешанного происхождения (мулаты, метисы, креолы, самбо). Следует учитывать, что и сами они охотно шли на эти контакты, продолжая традиции романизации, заведённые ещё в Римской империи.

## Расцвет системы
Со временем, однако, французские, испанские и португальские монархи, встревоженные чрезмерным смешением в колониях, начали присылать туда и женщин из метрополии. В это время и сформировалась система пласажа: белые мужчины брали в официальные жёны белых женщин, но при этом могли одновременно содержать одну или несколько цветных любовниц, которые не были проститутками, а скорее наложницами-конкубинами, так как оставались верны своему господину до его смерти и даже имели от него официально признанных детей (которые, однако, имели меньше наследственных прав, чем законнорождённые дети). Для взращивания подобной касты цветных содержанок имелись особые школы, а для знакомств с ними белые мужчины устраивали особые закрытые балы, иногда превращавшиеся в оргии. Несмотря на сильную финансовую зависимость, цветные девушки формально были лично свободны. Внутри этих городов цветные наложницы, как правило, имели свой квартал, куда время от времени наведывались их господа. В Новом Орлеане таким кварталами пласажа были на тот момент окраинные Треме и Фобур Мариньи.

## Географическое распространение
Подобного рода отношения стали нормой в колониальной Луизиане, находившейся на пересечении французских и испанских колониальных владений в нижнем течении Миссисипи (города Новый Орлеан, Натчез, Виксбург, Мобил, Билокси), на Гаити, Гваделупе, Мартинике и др. Наивысшего размаха система пласажа достигла во франкоязычном Новом Орлеане в 1780—1803 годах.

## Упадок
Продажа территории США имела ряд отрицательных последствий для романских сообществ в Луизиане. Запрещёнными оказались французский и испанский языки, а официальные американские власти не проводили, как это было раньше, различий между цветными и неграми. Пласаж постепенно начал низводиться до уровня уличной проституции. Англичане, переселившиеся в больших количествах в Луизиану, поначалу испытывали интерес к пласажу, но не желали иметь с цветными девушками ничего, кроме случайного секса, не говоря уже об их содержании или ответственности за детей от подобного рода контактов. Пласаж перестал существовать, письма девушек и их полузаконных мужей были в основном сожжены родственниками, боявшимися преследований Ку-Клукс-Клана, хотя отголоски системы в виде сказаний и легенд сохраняются и по сей день.